# Зюел (Техас)
Зюел (англ. Zuehl) — переписна місцевість (CDP) в США, в окрузі Гвадалупе штату Техас. Населення — 399 осіб (2020).

## Географія
Зюел розташований за координатами 29°30′20″ пн. ш. 98°9′1″ зх. д. / 29.50556° пн. ш. 98.15028° зх. д. (29.505543, -98.150139).  За даними Бюро перепису населення США в 2010 році переписна місцевість мала площу 18,25 км², з яких 18,24 км² — суходіл та 0,01 км² — водойми.

## Демографія
Згідно з переписом 2010 року, у переписній місцевості мешкало 376 осіб у 164 домогосподарствах у складі 115 родин. Густота населення становила 21 особа/км².  Було 177 помешкань (10/км²).
Расовий склад населення:
| - 95,2 % — білих - 1,3 % — азіатів - 0,8 % — корінних американців - 1,1 % — осіб інших рас |

До двох чи більше рас належало 1,6 %. Частка іспаномовних становила 12,2 % від усіх жителів.
За віковим діапазоном населення розподілялося таким чином: 16,2 % — особи молодші 18 років, 63,1 % — особи у віці 18—64 років, 20,7 % — особи у віці 65 років та старші. Медіана віку мешканця становила 48,6 року. На 100 осіб жіночої статі у переписній місцевості припадало 103,2 чоловіків;  на 100 жінок у віці від 18 років та старших — 103,2 чоловіків також старших 18 років.
Середній дохід на одне домашнє господарство  становив 52 683 долари США (медіана — 34 152), а середній дохід на одну сім'ю — 60 628 доларів (медіана — 34 330). За межею бідності перебувало 3,6 % осіб, у тому числі 0,0 % дітей у віці до 18 років та 5,8 % осіб у віці 65 років та старших.
Цивільне працевлаштоване населення становило 165 осіб. Основні галузі зайнятості: роздрібна торгівля — 30,9 %, мистецтво, розваги та відпочинок — 24,2 %, публічна адміністрація — 11,5 %, фінанси, страхування та нерухомість — 11,5 %.